# قمة الكوريتين 2000
قمة الكوريتين 2000، ((هانغل: 2000년 남북정상회담; هانجا: 二千年南北頂上會談)) هو اجتماع بين رئيس كوريا الجنوبية كيم داي جونغ والزعيم الكوري الشمالي كيم جونغ إل، وهذا اللقاء جرى في بيونغ يانغ من 13 يونيو إلى 15 يونيو من عام 2000. وقد كان هذا أول لقاء بين الكوريتين منذ اندلاع الحرب الكورية في عام 1950. وقد تلتها فيما بعد كل من القمة الثانية في 2007 والثالثة في 2018.
وقد اجتمع كيم داي جونغ مع الزعيم الكوري الشمالي في الوقت الذي تلقى فيه جائزة نوبل للسلام عن جهوده في هذه القمة، ويقال أن هذا حدث على ما يبدو نتيجة مبادرة سياسة الشمس المشرقة التي كان يتميز بها. ولكن دامت حتى عهد الرئيس الكوري الجنوبي العاشر «إي ميونغ باك» الذي اعتمد على موقف أكثر تشددا ضد كوريا الشمالية.

## تفاصيل القمة
- كانت أول قمة واجتماع بين الكوريتين بعد الحرب الكورية، ونتيجة عدة محادثات، تم الخروج بإعلان مشترك في اليوم الأخير، 15 يونيو 2000، وحسب وكالة أنباء الولايات المتحدة أسوشيتد برس، فقد نشرت تقرير يضم «أعلى 10 أخبار في عام 2000»، والخبر الذي إحتل المرتبة الخامسة كان قمة كوريا الجنوبية.

والمحادثات والمفاوضات التي جرت بين الكوريتين أكدت فيها كوريا الشمالية على استمرارها بتطبيع العلاقات مع كل من اليابان والولايات المتحدة وفي نفس الوقت المحافظة على أجواء المصالحة. فقد كان متوقعا من كم جونغ إل بالقيام في وقت مبكر بزيارة إلى العاصمة سيول، ولكن هذا لم يتحقق بسبب التغيير المفاجئ للوضع الدولي أنذاك. ووفقا للإعلان المشترك بين الدولتين الناتجة عن أول قمة بين الكوريتين، تم عقد عدة محادثات أخرى بعد القمة، تجلت في (أربع مرات) في كل من بيونغ يانغ وسيول وجزيرة جيجو من يوليو إلى ديسمبر من نفس العام. ومحاداثات تعاون أخرى بين حركتي الصليب الأحمر من كلا البلدين (ثلاث مرات). وعدة اتصالات على مستوى التعاون الاقتصادي استمرت حتى مارس 2007. وقد حصل كيم داي جونغ، رئيس كوريا الجنوبية في ذلك الوقت، على جائزة نوبل للسلام بسبب نجاح ترتيبات القمة.
- ومع ذلك، فإن الحكومة الكورية الجنوبية دفعت لكوريا الشمالية ما يقرب من 500 مليون دولار أمريكي لحضور القمة.[2] وعملية دفع المال كانت سرية إلى أن إنكشفت بعد ثلاث سنوات من القمة، مما تسبب في فضيحة سياسية كبرى سمية بـ «النقود مقابل قمة الفضيحة». وبسبب هذه المشكلة، أدين 6 كوريين جنوبيين ورجال أعمال ومسؤولين.[2]

## الإتفاق
شمل الإتفاق بين الكوريتين ثمان نقطا أساسية، وهي كالتالي:
1. تنيفد خطوات الإتفاق المشترك بين كوريا الشمالية والجنوبية بدءا من 15 يونيو من سنة الإتفاق.
2. عمل الكوريتين من أجل الاحترام المتبادل والثقة من أجل التغلب على الخلافات في أيديولوجيات النظام.
3. العمل على تخفيف حدة التوترات العسكرية عند عقد المحادثات الوزارية على مستوى الدولتين بنوفمبر في بيونغ يانغ، لمناقشة سبل دعم التعاون الاقتصادي.
4. واتفق الجانبان على ضرورة إنهاء الهدنة الحالية وإقامة السلام الدائم.
5. اتفاق الجانبين لخلق السلام، خاصة بمدينة هايجو في كوريا الشمالية والمناطق القريبة منها.[3]
6. العمل على تطوير التعاون في مجالات (التاريخ، واللغة، والتعليم، والتكنولوجيا، والثقافة، والرياضة، والقطاعات الاجتماعية والصحية).
7. والعمل على تطوير وتنظيم وتنشيط الأعمال الخيرية والإنسانية، وتوسيعها لكي تشمل حتى الأسر المشتتة في كلا البلدين.
8. والإتفاق على التعاون من أجل المصلحة الوطنية في الساحة الدولية وتقديم الدعم الكامل للكوريين المقيمين في الخارج.

## انظُر ايضاً
- قمة الكوريتين 2007
- قمة الكوريتين 2018
- سياسة الشمس المشرقة

## وصلات خارجية
- الموقع الرسمي لجمهورية كوريا